# Dealu Viilor (Poiana Lacului), Argeș
Dealu Viilor este un sat în comuna Poiana Lacului din județul Argeș, Muntenia, România.